# Max Beerbohm
Pour les articles homonymes, voir Beerbohm.
Œuvres principales
- The Works of Max Beerbohm (recueil d'essais, 1896)
- L'Hypocrite heureux (recueil de nouvelles, 1897)
- Zuleika Dobson (roman, 1911)
- Sept personnages (recueil de nouvelles, 1919)

Sir Henry Maximilian Beerbohm, né le 24 août 1872 à Kensington (Grand Londres), et mort le 20 mai 1956 à Rapallo (Italie), est un homme de lettres, critique littéraire, écrivain, caricaturiste et dandy britannique. Il était le demi-frère cadet de l'acteur et producteur Herbert Beerbohm Tree et l'oncle d'Iris Tree. Il fait ses études à la Charterhouse School et au Merton College, à Oxford.
Il est fait chevalier en 1939 par le roi George VI.
Ses caricatures et ses pastiches sont restés fameux pour leur manière de brocarder, généralement sans méchanceté, la prétention, l'affectation et l'inconséquence de ses contemporains les plus en vue.
Ses récits en prose et ses premières pièces de théâtre, quant à eux mêlent la fiction et l’autobiographie, la satire sociale et le fantastique, le pastiche et la facétie. Ils se font aussi le miroir de la vie littéraire londonienne — ses clubs d’écrivains, ses rivalités d’auteurs — à laquelle Beerbohm fut mêlé de près, et qu’il dépeint avec verve. Ses nombreuses références au contexte dans lequel il évoluait ne l'empêchent pas de verser dans la fantaisie. La mystification est en effet son sujet de prédilection et il se révèlera expert dans l’art d’échafauder des supercheries littéraires ou d'intriguer son lecteur avec des contes à dormir debout.

## Biographie

### Enfance

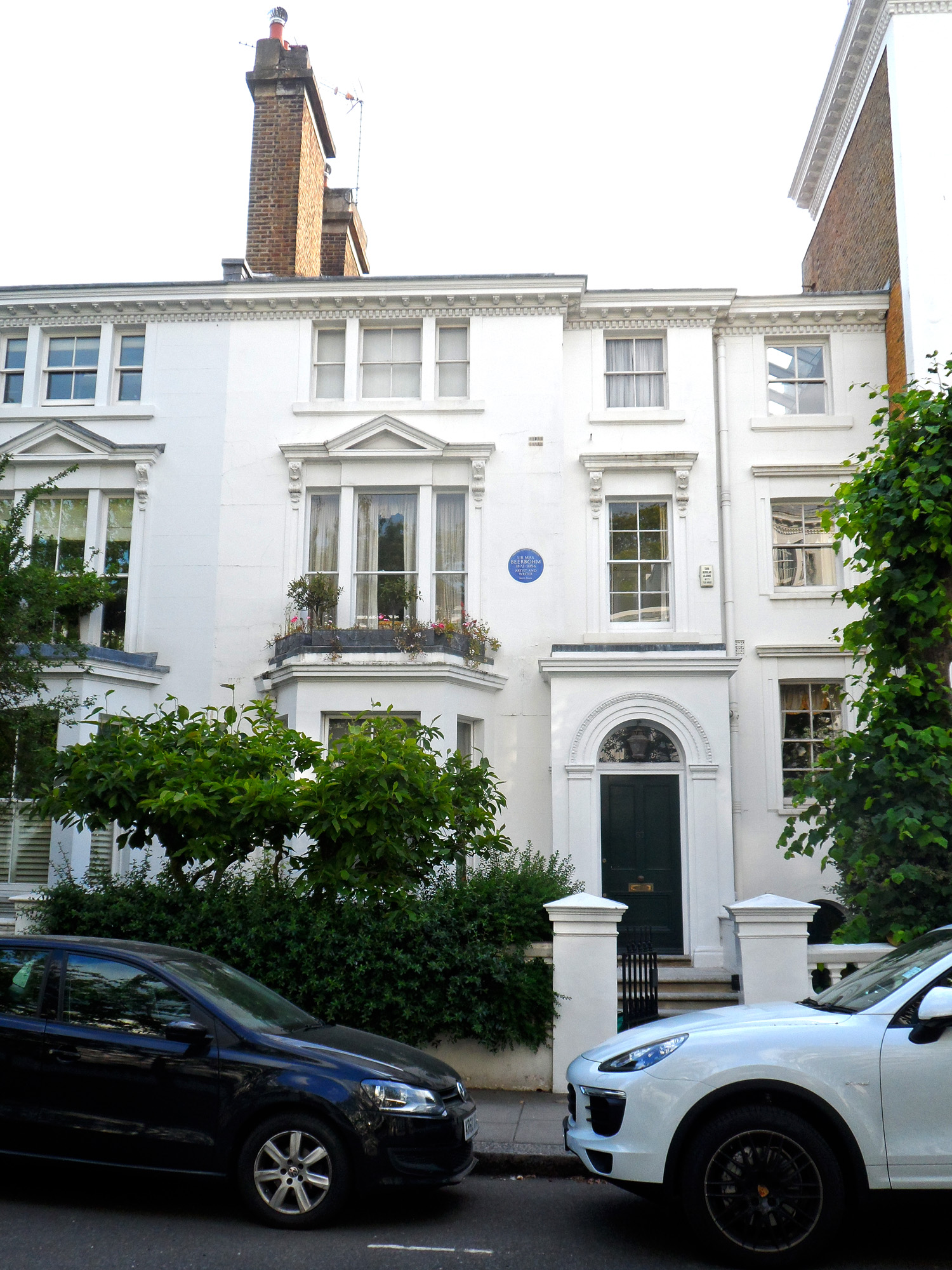
Le 57, Palace Gardens Terrace, Kensington

Né à Londres au no 57 Palace Gardens Terrace, Max Beerbohm est le neuvième enfant d'un négociant en grains lituanien.  Il s'agit d'une famille aisée et mondaine du Tout-Londres, dans laquelle Maximilian grandit aux côtés des quatre filles issues du second mariage de son père. C'est dans ce cadre privilégié qu'il développe une sensibilité littéraire et artistique précoce, stimulée par une éducation rigoureuse (Max Beerbohm dira de son maître d'école : « M. Wilkinson m'a transmis l'amour du latin, et par là même, m'a rendu incapable d'écrire en anglais ») et par l'intense activité culturelle qui caractérise la fratrie Beerbohm. Plusieurs de ses nombreux frères et sœurs, demi-frères et demi-sœurs évoluèrent en effet dans le milieu des arts des lettres : ainsi, Agnes Mary Beerbohm fut liée à l'artiste Walter Sickert et pose pour lui dans le tableau Fancy Dress, réalisé en 1906, Herbert Beerbohm Tree a été un acteur et producteur de théâtre célèbre, tandis que Julius Beerbohm et Constance Beerbohm deviennent quant à eux écrivains. Herbert Beerbohm Tree est le père d'Iris Tree et du cinéaste Carol Reed, et le grand-père du comédien Oliver Reed.

### Scolarité

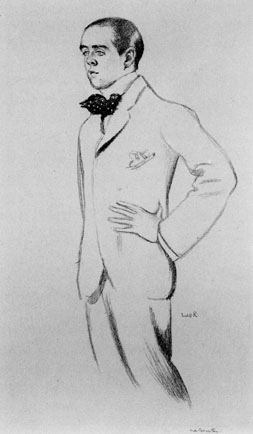
Max Beerbohm par Sir William Rothenstein (1893)

Max Beerbohm continue ses études à Charterhouse School avant d'intégrer la faculté d'Oxford, au Merton College, à partir de 1890, où il devient secrétaire du Club Myrmidon. C'est durant ses études supérieures que s'affirment chez Max Beerbohm une personnalité de dandy excentrique et un talent d'humoriste remarqué, tant pour ses traits d'esprit que pour ses premiers dessins pris sur le vif. Il rencontre William Rothenstein en 1893, qui le présente à Aubrey Beardsley et l'introduit dans le cercle littéraire et artistique qui gravite autour de la maison d'édition Bodley Head. Loin d'être un étudiant brillant sur le plan académique, Beerbohm devient pourtant une figure renommée au sein du réseau social oxonien. En toutes circonstances, il manifeste une volonté de préserver une élégance fondée sur le détachement  de « se comporter avec un art conscient dans la vie réelle » qui rejoint la philosophie de cette fin de siècle telle qu’elle avait été définie par Barbey d’Aurevilly ou, auparavant, par Beau Brummell ; ainsi, il fallait se garder d’avoir de la verve, « parce qu’avoir de la verve, c’est se passionner, se passionner, c’est tenir à quelque chose, et tenir à quelque chose, c’est se montrer inférieur ».

### Premiers écrits
C'est également en tant qu'étudiant qu'il commence à publier des articles et des caricatures dans divers journaux, essentiellement dans la revue londonienne The Yellow Book, qui reçoivent un accueil enthousiaste. Cette revue publie notamment John Buchan, Henry James, Arthur Symons, George Moore et Kenneth Grahame. Max Beerbohm, en s'y intégrant, fait son entrée dans le groupe des Daycadongs, animé par Oscar Wilde, fréquenté par Robert Baldwin Ross, Alfred Bruce Douglas, Frank Harris, l’éditeur de la Saturday Review (London), et un grand nombre d’écrivains et d’artistes.
En 1894, déjà considéré comme une étoile montant des Lettres britanniques, il quitte l'Université Oxford sans aucun diplôme.

### Beerbohm l'écrivain

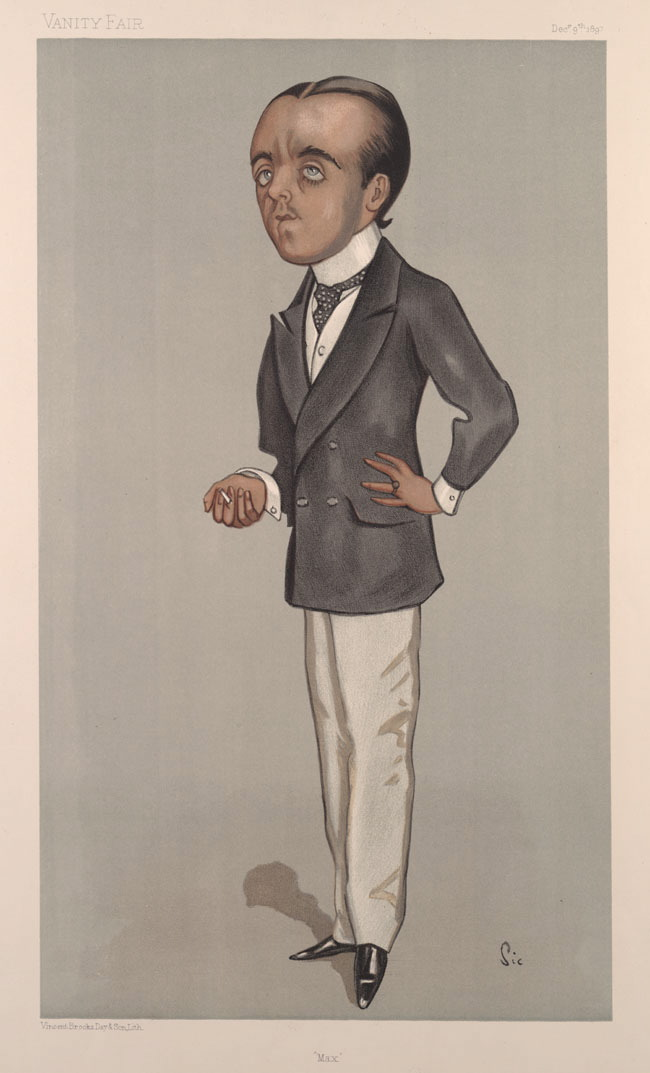
Max Beerbohm par Walter Sickert, Vanity Fair (1897)

Il passe plusieurs mois aux États-Unis durant l'année 1895, en tant que secrétaire de la compagnie de théâtre de son frère Herbert Beerbohm Tree. Il est toutefois limogé, accusé de passer beaucoup trop de temps à fignoler le courrier administratif. C'est durant ce voyage qu'il se fiance à Grace Conover, une actrice américaine de la troupe, avec qui il entretient une relation durant plusieurs années. La revue The Chap-Book (Chicago) publie ses caricatures.
Un recueil de ses « œuvres complètes », The Works of Max Beerbohm, et son premier album de dessins, Caricatures of Twenty-five Gentlemen, paraissent en 1896. Sa première œuvre de fiction, la nouvelle L'Hypocrite heureux (The Happy Hypocrite), est publiée par The Yellow Book en octobre 1896, et l'année suivante, avec d'autres courts récits, dans un recueil éponyme. Après avoir été interviewé par George Bernard Shaw en 1898, il l'accompagne en tant que critique théâtral pour la Saturday Review pour laquelle il travaillera jusqu'en 1910. À cette époque, la Saturday Review connaît un regain de popularité sous la férule de son nouveau propriétaire, l'écrivain Frank Harris, qui allait devenir un ami proche de Beerbohm. C'est George Bernard Shaw qui, lors de sa dernière participation à une pièce de la Saturday Review, intronise Beerbohm comme « l'Incomparable Max ».

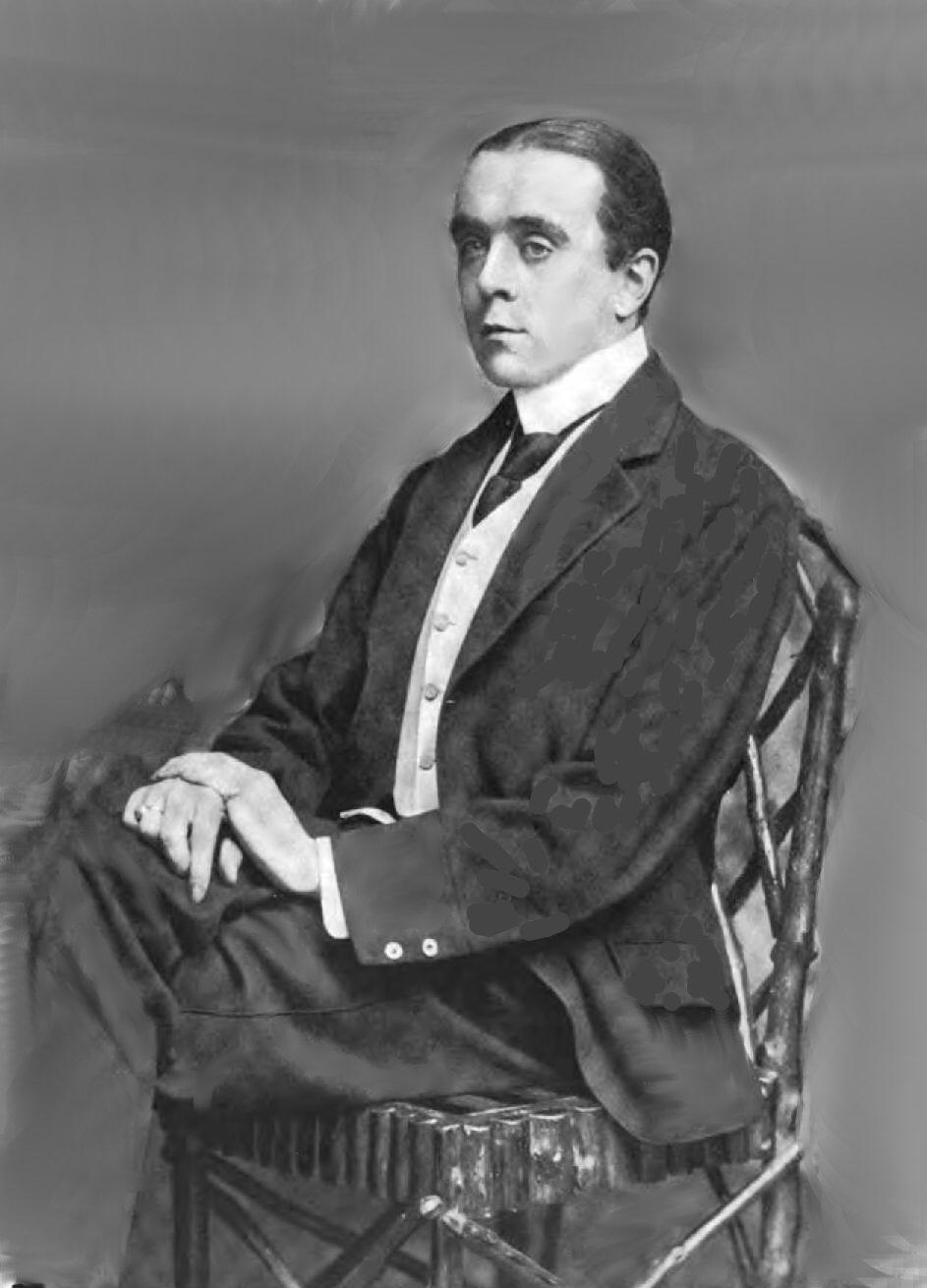
Max Beerbohm photographié en 1901

Après L'Hypocrite heureux paraît son unique roman, Zuleika Dobson (sous-titré Une histoire d'amour à Oxford, traduit en français en 1931 par les éditions Stock), peinture parodique de la vie d'Université Oxford, en 1911. The Christmas Garland, recueil de contes de Noël dans lequel il reproduit les fautes de style d'écrivains réputés (notamment Henry James), paraît en 1912. Mais son œuvre la plus connue demeure le recueil de nouvelles Sept personnages (Seven Men), paru en 1919, qui comprend Enoch Soames, le conte d'un écrivain qui vend son âme au diable pour savoir ce que la postérité retiendra de lui.
Les livres de Beerbohm offrent l'étrange impression au lecteur d'être plongé dans le corps des personnages. Le sens aigu de l'observation du dessinateur, épaulé par une langue virtuose, permet à Beerbohm de s'effacer pour donner véritablement corps à ses protagonistes, que ce soient les Sept personnages où les amoureux suicidaires dans Zuleika Dobson. Cette magie opérée par l'écrivain est d'autant plus sensible que Max Beerbohm affectionne particulièrement les mystifications littéraires. Se mettant régulièrement en scène au fil des pages, il fait constamment alterner des anecdotes oniriques, mythologiques ou merveilleuse avec des références à la véracité indubitable, qu'elle concernent l'histoire ou ses contemporains. Expert dans l’art d’échafauder des supercheries littéraires ou de bluffer son lecteur avec des contes à dormir debout, Beerbohm publiera plusieurs pastiches,  imitant le style d'écrivains fameux.

### Beerbohm le caricaturiste

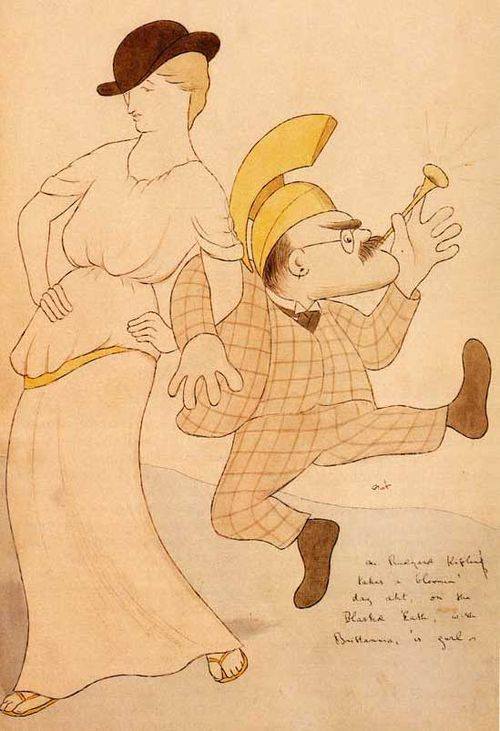
Kipling and Britannia, par Max Beerbohm (1904)

En 1910, Beerbohm épouse l'actrice anglaise d'origine américaine Florence Kahn (1876-1951). Ils s'installent à Rapallo, en Italie, pays qu'ils ne quitteront plus, sinon pour rejoindre l'Angleterre pendant les deux guerres mondiales. Beerbohm reçoit chez lui un flot continu de visiteurs de marque, tous charmés par sa conversation et ses anecdotes piquantes concernant le milieu littéraire, artistique et mondain de l'Angleterre victorienne et édouardienne. Au nombre de ces invités figurent notamment Ezra Pound (qui vivait lui aussi en Italie), Somerset Maugham, John Gielgud, Laurence Olivier ou encore Truman Capote. Beerbohm n'apprit jamais à parler italien en dépit des cinq décennies qu'il passa dans la péninsule.
Si ses caricatures font mouche, elles restent suffisamment courtoises pour que ses victimes ne s'en formalisent pas et, malgré ses saillies cocasses à l'encontre de la famille royale, il est anobli en 1939. Seules deux cibles firent l'objet d'attaques féroces de sa part : l'impérialisme britannique, qu'il critique sous le masque du fanfaron John Bull, et son compatriote l'écrivain Rudyard Kipling. Le talent de pasticheur de sir Max Beerbohm est généralement tenu chez les Anglo-Saxons pour insurpassable. L’Angleterre entière célèbre son 80e anniversaire lors de la grande exposition consacrée à ses caricatures. À cette occasion, Sir Max Beerbohm qui s’est longtemps moqué des institutions littéraires et des modes, « l’incomparable Max », comme l’avait appelé Bernard Shaw, demeure seul dans son ermitage de Rapallo. Après la mort de sa femme, en 1951, il vit avec sa secrétaire, Elizabeth Jungmann, qu'il épouse quelques semaines avant de s'éteindre, le 20 mai 1956.

### Beerbohm le dandy

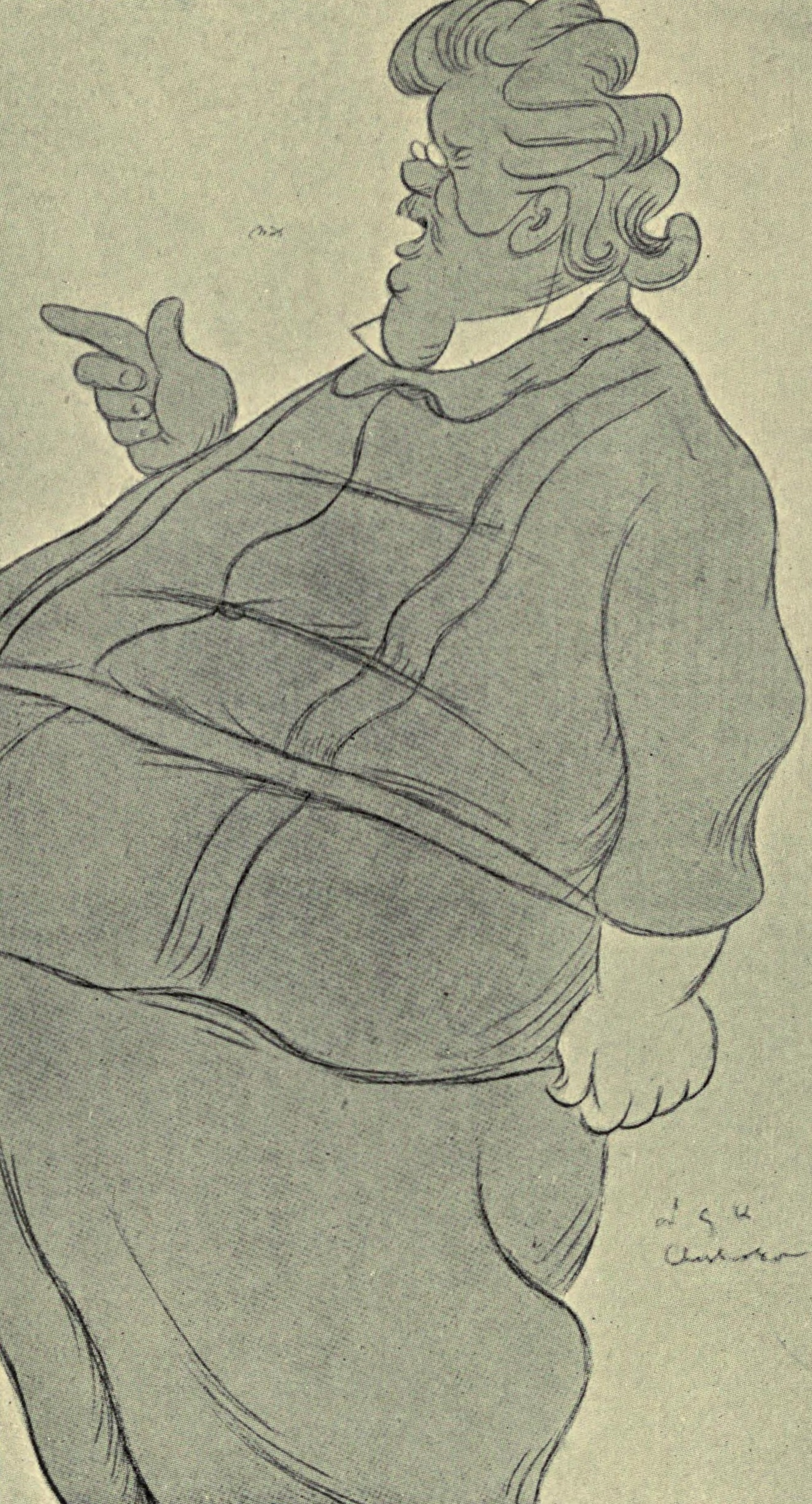
Chesterton par Max Beerbohm

Charmant, discret et courtois, spirituel, sachant rire de lui-même, il amuse constamment son époque sans que son ironie la blesse jamais ; il a en tout le sens de la mesure « victorien jusqu’à un certain point », dit Mario Praz, « espiègle jusqu’à un certain point, ironique à moitié, toujours exquis », en cela semblable au paysage anglais contre lequel il apparaît campé, ce paysage où « tout est mesuré, mélangé, varié, avec des transitions faciles : petites rivières, petites plaines, petites collines, petites montagnes : ni une prison, ni un palais, mais une confortable demeure humaine ». De même que ses caricatures (qui comptent entre autres recueils : The Poet’s Corner, Rossetti and His Circle, Things Old and New, Heroes and Heroines of Bitter Sweet) sont indulgentes, dépourvues d’excès, bland au sens de suave comme l’écrit Praz, de même l’unique roman qu’il écrivit, Zuleika Dobson, manifeste dans une veine d’exquise fantaisie, une révolte qui irait tout entière du présent au passé. Le personnage central en est peut-être moins Zuleika, créature surnaturelle pour l’amour de qui tous les étudiants d’Oxford se noyèrent pendant la semaine des régates, que le jeune duc de Dorset, exemple parfait du dandy, incarnation satirique de l’idéal de « noblesse oblige », et, dans une large mesure, interprète des idées et comportements de l’auteur. « Le dandy mène une existence claustrale et solitaire ; c’est un véritable moine, avec un miroir pour chapelet et pour bréviaire, un anachorète mortifiant son âme pour la perfection de son corps ». Lorsque parvient au duc l’annonce de sa mort sous la forme d’un télégramme annonçant que deux hiboux noirs se sont perchés au sommet des tours de Tankerton, sûr présage de la mort des ducs de Dorset, il téléphone à son valet afin que son cercueil soit préparé pour le lundi suivant. « Une mort plus précipitée impliquerait de ma part un manque de courtoisie… ». Deux autres ouvrages, Poor Romeo ! et Hypocrite heureux à (The Happy Hypocrite) prolongent son étude du dandysme.
Très tôt, il s’ingénie à étonner la société de son temps, manifestant, disait G. K. Chesterton, « l’audace d’un gamin des rues revêtu de l’accoutrement d’un dandy » grand excentrique, dandy consommé et parfait touche-à-tout.
Décadent, raffiné, ironique comme le voulait l’époque, Max Beerbohm est tout cela  avec une différence toutefois, un ingrédient supplémentaire : la sympathie. C’est cette sympathie, cette acceptation aisée du monde et de soi-même qui fait écrire à Chesterton : « Il est lui-même le plus subtil de ses paradoxes. »

## Œuvres

### Romans, nouvelles, essais et critiques
- The Works of Max Beerbohm (en), avec une bibliographie de John Lane (1896)
- The Happy Hypocrite (en) (1897) Publié en français sous le titre L'Hypocrite heureux, traduit par Jean-François Fogel, Paris, Grasset, 1994  (ISBN 2-246-48891-5) ; réédition, Paris, Grasset, coll. « Les Cahiers rouges », 2012  (ISBN 978-2-246-79377-9)
- More (1899)
- Yet Again (1909)
- Zuleika Dobson, or, an Oxford love story (1911) Publié en français sous le titre Zuleika Dobson, ou Une histoire d'amour à Oxford, traduit par Philippe Neel, Paris, Stock, 1931 ; réédition, Paris, Christian Bourgois, coll. « Les Derniers Mots », 1984  (ISBN 2-267-00390-2)
- A Christmas Garland (en),  relié par Max Beerbohm (1912)
- Seven Men (en) (1919 - édition augmentée sous le titre Seven Men, and Two Others en 1950) Publié en français sous le titre Sept personnages, traduit par Anne-Sylvie Homassel et Norbert Gaillard, Paris, J. Losfeld, 1998  (ISBN 2-909906-96-5)
- Herbert Beerbohm Tree: Some Memories of Him and of His Art (1920, édité par Max Beerbohm)
- And Even Now (1920)
- A Peep into the Past (en) (1923 - édition augmentée en 1972)
- Around Theatres (1924)
- A Variety of Things (1928)
- The Dreadful Dragon of Hay Hill (1928)
- Lytton Strachey (1943) (Rede Lecture)
- Mainly on the Air (en) (1946; édition augmentée en 1957)
- The Incomparable Max: A Collection of Writings of Sir Max Beerbohm" (1962)
- Max in Verse: Rhymes and Parodies (1963, édité par J. G. Riewald)
- Letters to Reggie Turner (1964, édité par Rupert Hart-Davis)
- More Theatres, 1898–1903 (1969, édité par Rupert Hart-Davis)
- Selected Prose (1970, édité par Lord David Cecil)
- Max and Will: Max Beerbohm and William Rothenstein: Their Friendship and Letters (1975, édité par Mary M. Lago et Karl Beckson)
- Letters of Max Beerbohm: 1892–1956 (1988, édité par Rupert Hart-Davis)
- Last Theatres (1970, édité par Rupert Hart-Davis)
- Max Beerbohm and "The Mirror of the Past" (1982, éditions Lawrence Danson)

### Recueils de caricatures et de dessins
- Caricatures of Twenty-five Gentlemen (en) (1896)
- The Poets' Corner (en) (1904)
- A Book of Caricatures (1907)
- Cartoons: The Second Childhood of John Bull (1911)
- Fifty Caricatures (en) (1913)
- A Survey (en) (1921)
- Rossetti and His Circle (en) (1922)
- Things New and Old (1923)
- Observations (1925)
- Heroes and Heroines of Bitter Sweet (1931), portfolio contenant cinq dessins
- Max's Nineties: Drawings 1892–1899 (1958, édité par Rupert Hart-Davies et Allan Wade)
- Beerbohm's Literary Caricatures: From Homer to Huxley (1977, édité par J. G. Riewald)
- Max Beerbohm Caricatures (1997, édité par N. John Hall)
- Enoch Soames: A Critical Heritage (1997)

### Critiques, biographies, monographies
- Behrman, S. N., Portrait of Max. (1960)
- Cecil, Lord David, Max: A Biography of Max Beerbohm. (1964, réimprimé en 1985)
- Danson, Lawrence. Max Beerbohm and the Act of Writing. (1989)
- Felstiner, John. The Lies of Art: Max Beerbohm's Parody and Caricature. (1972)
- Gallatin, A. H. Bibliography of the Works of Max Beerbohm. (1952)
- Gallatin, A. H. Max Beerbohm: Bibliographical Notes. (1944)
- Grushow, Ira. The Imaginary Reminiscences of Max Beerbohm. (1984)
- Hall, N. John. Max Beerbohm: A Kind of a Life. (2002)
- Hart-Davis, Rupert A Catalogue of the Caricatures of Max Beerbohm. (1972)
- Lynch, Bohun. Max Beerbohm in Perspective. (1922)
- McElderderry, Bruce J. Max Beerbohm. (1971)
- Riewald, J. G.  Sir Max Beerbohm, Man and Writer: A Critical Analysis with a Brief Life and Bibliography. (1953)
- Riewald, J. G. The Surprise of Excellence: Modern Essays of Max Beerbohm. (1974)
- Riewald, J. G. Remembering Max Beerbohm: Correspondence Conversations Criticisms. (1991)
- Viscusi, Robert. Max Beerbohm, or the Dandy Dante: Rereading with Mirrors. (1986)
- Waugh, Evelyn, Max Beerbohm: A Lesson in Manners. (1956)